# Partido Democrático das Ilhas Amigas
O Partido Democrático das Ilhas Amigas (em tonganês: Paati Temokalati 'a e 'Otu Motu 'Anga'ofa, e, em inglês: Democratic Party of the Friendly Islands) é um partido político de Tonga.